# Nihat Kahveci
Nihat Kahveci, född 23 november 1979 i Istanbul, Turkiet, är en turkisk före detta fotbollsspelare.

## Karriär
Nihat Kahveci började sin karriär i turkiska storklubben Beşiktaş JK. Efter framgångsrika år, bland annat en väldigt ihågkommen 3-0-vinst över FC Barcelona, blev Nihat Kahveci till slut såld till spanska klubben Real Sociedad. Under hans första år i Spanien slutade Real Sociedad på andra plats i ligan och Nihat vann dessutom den interna skytteligan med sina 23 ligamål. Efter fyra säsonger i Real Sociedad blev Kahveci köpt av 2005-06 säsongens UEFA Champions League semi-finalist Villareal CF. Han tillbringade nästan hela första året skadad. I EM 2008 gjorde han två mål i slutskedet av den sista gruppspelsmatchen, mot Tjeckien, vilket var avgörande för att ta Turkiet till kvartsfinal. Beşiktaş köpte Nihat Kahveci för 4,5 miljoner euro med tre års kontrakt.

## Meriter
Beşiktaş
- Turkiska Cupen: 1998, 2011

Turkiet
- VM: Brons: 2002
- Confederations Cup: Brons: 2003